# 田中陽翔
田中陽翔（日语：／，2006年6月25日—）是一名出生於日本東京都狛江市的職業棒球選手，效力於日本職棒東京養樂多燕子，主要守備位置為內野手。

## 外部連結
- 田中陽翔在日本職棒（英语）